# Klaustrofobie

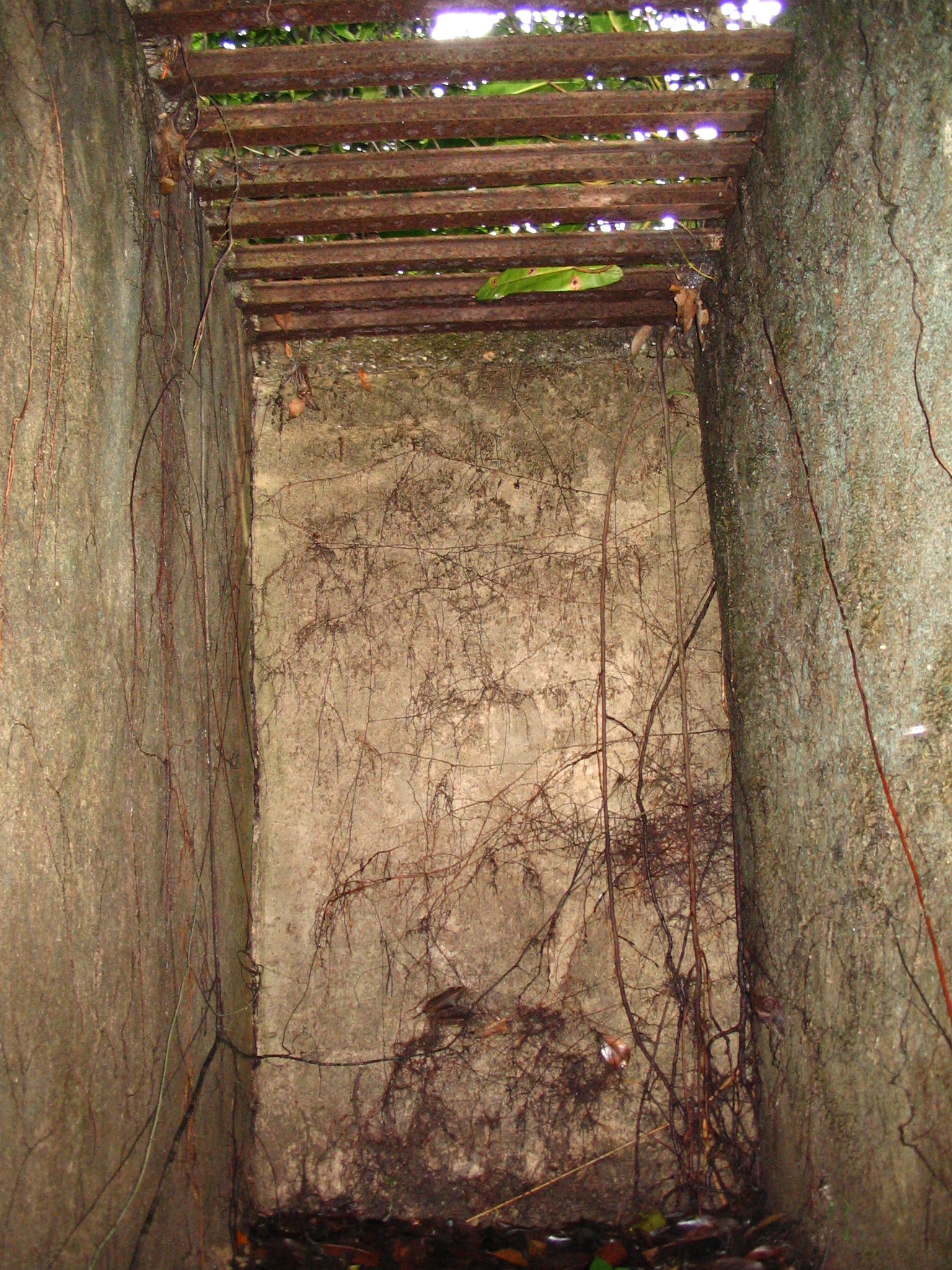

Klaustrofobie je strach z uzavřených nebo omezených prostorů. Pro klaustrofobiky jsou kritická především místa jako výtahy, letadla, vlaky. Tato choroba se může projevovat pouhými pocity nejistoty, ale také třeba silnými záchvaty. Strach nemusí být pouze z pohybujících se prostorů (vlak, letadlo, výtah...) ale také např. z jeskyní, tunelu, malých místností a vyšetření magnetickou rezonancí.
Opakem je agorafobie – strach z otevřených a především veřejných prostorů.
Klaustrofobií trpí na světě asi 5 % lidí. Život s touto nemocí nemusí být nijak výrazně odlišný od života nepostiženého člověka, vždy ale představuje jistý psychický blok.

## Projevy
Když je člověk trpící klaustrofobií ve stísněném prostoru, začínají se u něho projevovat tyto příznaky:
- strach, úzkost – má pocit, že je uvězněn, že se mu může něco stát, nemůže uniknout, obává se o svůj život, cítí pocit ohrožení
- pocení
- třes
- dušení, obtížné dýchání
- bušení srdce (zrychlený tep)
- sucho v ústech
- nevolnost

Dotyčný se snaží za každou cenu dostat pryč, často nedokáže jasně uvažovat a při silné formě fobie se může chovat agresivně. Člověk s klaustrofobií může i omdlít.

## Léčba
Většinou se léčí postupným pobytem ve stále více uzavřenějších prostorách. Také se k léčbě dodávají léky proti úzkosti (antidepresiva, anxiolytika).